# 成人高等学校招生全国统一考试
成人高等学校招生全国统一考试（简称成人高考或成考）是中华人民共和国成人高等教育学校的招生入学考试，由全国组织统一考试确定考生是否具有入学资格的准绳，在2004年以前是每年的5月份考试，2004年之后，改为每年8月份、9月份报名，10月份考试，每二年春季入学，許多高考落榜生也利用此一途徑报考，使其有一年兩次机会进入大学就读。但是学生毕业后，所发毕业证书会注明“成人高等教育”字样。
招生对象可以是各种在职从业人员、高中、中专、技校毕业生或其他社会人员。在與中國簽訂學歷承認國家留學時，成人高等教育學歷可能視同本科或專科報考更高一級學歷，詳情依各國協約而定，例如加拿大、葡萄牙、荷蘭、泰国等，但是例如丹麦就在協約中明確排除成人高等教育的承認。

## 类别
成人高考分三种：
- 高中起点升专科
- 高中起点升本科
- 专科起点升本科

考取後学习形式分脱产、业余和函授三种，学制最短两年，最长五年，如业余或函授高中起点升本科就要五年。

### 考试科目
- 高中起点升专科只要考语文、数学、外语就可以。外语在英语、日语、俄语三个语种中择其一而考之。
- 高中起点升本科还要分文科加考史地，理科加考理化。[2]
- 专科起点升本科公共科是政治、外语，然后依报考专业考“大学语文、艺术概论、民法、高等数学（一）、高等数学（二）、生态学基础、医学综合、教育理论”中的一科相应科目。

### 加分
- 运动健将和武术武英级运动员称号获得者，可加50分投档，一级运动员可加30分投档
- 自谋职业的城镇戶口退役士兵，可加10分投档
- 劳动模范、先进生产（工作）者及科技进步（成果）奖获得者，可加20分投档
- 五一劳动奖章、新长征突击手、三八红旗手称号者，可加20分投档
- 解放军、武警部队、公安荣立个人三等功以上者，可加20分投档
- 归侨、归侨子女、华侨子女、台湾省籍考生，可加20分投档
- 烈士子女、烈士配偶，可加20分投档
- 边疆、山区、牧区和少数民族聚居地区的少数民族考生，可加20分投档
- 国防科技工业三线企业獲頒先进生产(工作)者，可加20分投档

### 免试入学
- 获得“全国劳动模范”、“全国先进工作者”、“全国五一劳动奖章”者
- 奥运会、世界杯赛和世界锦标赛的奥运项目前八名，非奥运项目前六名者
- 亚运会、亚洲杯赛和亚洲锦标赛的奥运项目前六名，非奥运项目前三名者
- 全运会、全国锦标赛和全国冠军赛的奥运项目前三名，非奥运项目冠军者[3]
- 普通高职或专科學歷服兵役和下基层毕业生，省教育招生考试院审核特辦者[4]